# Derrick Brown (football américain)
(en) Statistiques sur pro-football-reference
Derrick Brown, né le 15 avril 1998 à Sugar Hill en Géorgie, est un joueur américain de football américain. Il joue comme defensive tackle pour les Panthers de la Caroline dans la NFL depuis 2020.

## Biographie
| Taille                 | Poids            | Bras              | Main         | Sprint   | Sprint   | Sprint   | Shuttle 20 yards | 3 cones drill | Détente         | Détente            | Développé couché | Test Wonderlic |
| Taille                 | Poids            | Bras              | Main         | 40 yards | 10 yards | 20 yards | Shuttle 20 yards | 3 cones drill | verticale       | horizontale        | Développé couché | Test Wonderlic |
| 1,95 m (6 ft 4 5/8 in) | 148 kg (326 lbs) | 87 cm (34 1/4 in) | 23 cm (9 in) | 5,16 s   | -        | -        | 4,79 s           | 8,22 s        | 69 cm (27,0 in) | 2,74 m (9 ft 0 in) | 28               | -              |

Repêché par les Panthers de la Caroline, les performances de Brown durant sa saison recrue lui permet d'être nommé sur la All-Rookie Team en compagnie de son coéquipier Jeremy Chinn. Cependant, son début de carrière est marqué par une inconsistance qui lui fait rater quelques départs.